# Драмская митрополия
Драмская митрополия (греч. Ιερά Μητρόπολις Δράμας) — епархия «Новых Земель» Элладской православной церкви. Как и прочие епархии «Новых Земель» имеет также формальное подчинение Константинопольскому патриархату. Центром епархии является город Драма в Греции.

## Епископы
- Герман IV (май 1831 — 22 ноября 1835)
- Неофит (Веглерис) (22 ноября 1835 — июнь 1836)
- Афанасий (Каирис) (1842—1852)
- Мелетий (Стараверос) (2 февраля 1852 — 13 мая 1861)
- Агафангел (Схолариос) (13 мая 1861 — 25 мая 1872)
- Иоанникий (Иконому) (25 мая 1872—1879)
- Герман (Михаилидис) (30 января 1879 — 25 июля 1896)
- Филофей (Константинидис) (1 августа 1896 — 18 мая 1902)
- Хризостом (Калафатис) (23 мая 1902 — 11 марта 1910)
- Агафангел (Константинидис) (13 марта 1910 — 25 октября 1922)
- Лаврентий (Пападопулос) (25 октября 1922 — 24 июля 1928)
- Василий (Комвопулос) (12 августа 1930 — 24 февраля 1941)
- Георгий (Мисаилидис) (24 февраля 1942 — 30 сентября 1958)
- Филипп (Цорвас) (14 октября 1958 — 20 ноября 1964)
- Дионисий (Кирацос) (28 ноября 1965 — 30 сентября 2005)
- Павел (Апостолидис) (19 ноября 2005 — 2 мая 2022)
- Дорофей (Папарис) (с 16 октября 2022)

## Монастыри
- Монастырь Икосифиниссис, женский
- Преображенский монастырь (Драма), женский